# Xã Union, Quận Sedgwick, Kansas
Xã Union (tiếng Anh: Union Township) là một xã thuộc quận Sedgwick, tiểu bang Kansas, Hoa Kỳ. Năm 2010, dân số của xã này là 2.410 người.